# Mycetoporus erichsonanus
Mycetoporus erichsonanus är en skalbaggsart som beskrevs av Gaston Fagel 1965. Mycetoporus erichsonanus ingår i släktet Mycetoporus, och familjen kortvingar. Arten är reproducerande i Sverige.